# Coleophora rosaevorella
Coleophora rosaevorella é uma espécie de mariposa do gênero Coleophora pertencente à família Coleophoridae.